# Chiesa di San Gimignano di Alebbio
La chiesa di San Geminiano  è un edificio di culto cattolico situato nella frazione di Alebbio, nel comune di Fivizzano, in provincia di Massa-Carrara. La chiesa è sede dell'omonima parrocchia del vicariato di Fivizzano della diocesi di Massa Carrara-Pontremoli

## Storia e descrizione
La chiesa romanica è orientata ed edificata in grandi bozze d'arenaria, con una struttura con tre absidi poste a croce e un campanile imponente. Il campanile ospita al suo interno tre campane in Lab3 maggiore, fuse da Luigi Magni di Lucca nel 1907.
L'interno è stato totalmente rifatto.
Narra la leggenda che S. Geminiano, di ritorno dall'Oriente, passando per quei luoghi, essendo assetato chiese dell'acqua a una vecchietta. Costei gli avrebbe donato la poca acqua che aveva e il santo le avrebbe ricambiato il favore facendo sgorgare dal terreno una fontana, che ancor oggi si trova dietro l'abside della chiesa.